# 加藤総夫
加藤 総夫（かとう ふさお、1958年9月19日 - ）は、日本の神経科学研究者。本名表記は總夫．
専門は、神経生理学・神経薬理学・疼痛生理学・自律神経神経科学。学位は，博士（薬学（東京大学），医学（東京慈恵会医科大学））。東京慈恵会医科大学・名誉教授．東京慈恵会医科大学・総合医科学研究センター・神経科学研究部前部長（元教授）。東京慈恵会医科大学・先端医学推進拠点・痛み脳科学センター・前センター長。日本学術会議連携会員。

## 略歴
1977年、東京学芸大学附属高等学校卒業。同年、東京大学教養学部理科Ⅰ類入学。1984年、東京大学薬学部・同大学院薬学系研究科修了。
1984年、東京慈恵会医科大学・第2薬理助手。1989年、薬学博士（東京大学）。
1993年～1995年、フランス・国立科学研究センター（CNRS）アルフレッド・フサール神経生物学研究所研究員（東京慈恵会医科大学助手在職）。
1995年～1996年、フランス・ルイ・パスツール大学（現ストラスブール大学）外国人教授（フランス文科省公務員）。
1996年、東京慈恵会医科大学薬理学講師。翌年、医学博士（東京慈恵会医科大学）。
1998年4月～7月、フランス・ルイ・パスツール大学（現ストラスブール大学）招聘教授（東京慈恵会医科大学講師在職）。
2001年4月～7月、イギリス・シェフィールド大学分子生理学研究所招待研究員（東京慈恵会医科大学講師在職）。
2001年～2005年、東京慈恵会医科大学・総合医科学研究センター・神経科学研究部・神経生理学研究室・室長・助教授。
2005年～2024年、東京慈恵会医科大学・総合医科学研究センター・神経科学研究部・神経生理学研究室・教授。
2006年～2024年、東京慈恵会医科大学 大学院 医学研究科 細胞・統合神経科学・教授。
2012年～2024年、東京慈恵会医科大学・総合医科学研究センター・神経科学研究部・部長。
2014年～2024年、東京慈恵会医科大学・先端医学推進拠点・痛み脳科学センター・センター長。
2024年～、東京慈恵会医科大学・名誉教授。
2024年～2025年、京都大学大学院医学研究科多系統萎縮症治療学講座・特任教授。東京大学大学院薬学系研究科非常勤講師。
2025年～、愛知医科大学客員教授。

## 社会的活動
- 日本学術会議第24期・25期・26期連携会員（2017-）
- 厚生労働省薬事薬品食品審議会第一部会委員（2009-17）
- 文部科学省科学研究費委員会専門委員 (2005-)
- 日本医学会（日本医学会連合）評議員（2009-2015）
- 一般社団法人日本生理学会副理事長（2012-6）同・監事（2016-2018）同・理事（2018-2021）
- 一般社団法人日本疼痛学会理事（2014-2023），同・名誉会員（2023-）
- 日本自律神経学会理事 (2013-)
- 日本薬理学会学術評議員（1991-），薬理学エデュケーター
- 日本痛み関連学会連合・用語委員会委員長（2021-）
- 日本脳科学関連学会連合評議員（2012-），同・選挙管理委員長（2021-2023）
- 国際疼痛学会Pain Research Forum編集委員（2018-2020）
- 国際疼痛学会Terminology Task Force委員（2023-）
- 国際疼痛学会ディジタル戦略・コンテンツWorking Group委員（2018-）
- Frontiers in Pain Research – Pain Research Methods Associate Editor; Pain Mechanisms Editorial Board (2020-)
- Molecular Pain, Deputy Editor (2012-)
- NeuroReport Editorial Board (2008-2014)
- Pain Research, Editorial Board (2023-)
- 財団法人持田記念医学薬学振興財団選考委員（2008-2013）
- 日仏医学会会員（2012-）

## 痛み脳科学 neuroscience of pain
- 2014年，文部科学省・私立大学戦略的研究基盤形成支援事業「痛みの苦痛緩和を目指した集学的脳医科学研究拠点の形成」で，わが国初の「痛み脳科学センター」[5]を慈恵医大に設立し，初代センター長に就任．脳によって痛みが作られ修飾され変容する機構を基礎医学と臨床医学を超えて解明する研究を推進している．このセンターの設立を契機に東京慈恵会医科大学に先端医学推進拠点群が設置され，同センターはその第１号センターとなった．
- 2021年，日本痛み関連学会連合[6]・用語委員会委員長に就任．委員会の最初のタスクは，2017年に国際疼痛学会（International Association for the Study of Pain）[7]が発表した「侵害受容性疼痛 nociceptive pain」「神経障害性疼痛 neuropathic pain」に続く，第３の痛みの機序分類「nociplastic pain」の公式日本語訳を提案することであった．委員会での討議を経て，「痛覚変調性疼痛」という用語が提案され，日本痛み関連学会連合評議員会で承認され公表された[8]．
- 2023年7月30日，東京慈恵会医科大学大学1号館講堂において，第１回痛覚変調性疼痛研究会（主催：痛み脳科学センター）が開催された[9]．開催代表と司会進行を務めた．
- 侵害受容情報が投射する脳幹の腕傍核から，情動とその記憶，あるいは，有害状況に関連した恒常性維持に関与する扁桃体中心核への投射が，持続する痛みによって顕著なシナプス可塑性を示すことを証明した．さらに，その活性化が，長期にわたる広汎性の痛覚過敏を能動的に引き起こす事実を証明した[10]．「Pain changes the Brain, the Brain changes the Pain」[11]という言葉を提唱．

## 著書・翻訳・著作
- カンデル神経科学第1版・第2版（分担監訳・分担翻訳 / メディカル・サイエンス・インターナショナル）
- ニューロンの生理学（分担監訳・分担翻訳 / 京都大学学術出版会 / 2009）
- 標準生理学　第9版（分担執筆 / 医学書院）
- 疼痛医学（分担執筆 / 医学書院）
- なぜからはじまる体の科学（保育社 / 2022）
- 脳天記（久住昌之と共著 扶桑社 / 1992）
- 脳天観光（（文庫版）久住昌之と共著 扶桑社 / 1996）
- ジャズ・ストレート・アヘッド（講談社 / 1993）
- ジャズ最後の日（洋泉社 / 1993）
- 200ジャズ語事典（分担執筆 / 学習研究社 / 2007）
- ギル・エヴァンス音楽的生涯（中条省平訳 / 小径書房　エピローグ / 1996）

## 新聞雑誌連載
- サンデー・コンサート（朝日新聞 日曜版 1993.9-1995.4）
- 最後の音楽（ジャズ・ライフ/ 立東社）
- ドクトル・ズージャのジャズ理論入門（ジャズ・ライフ / 立東社）
- 脳天記（Dr. Kato名義．久住昌之と共著．週刊SPA! / 扶桑社）

## 音楽活動・放送・その他
- 「ヒューマニエンス　痛み」（NHK-BS 日本放送協会 / 2021）スタジオ出演
- 「マイあさラジオ健康ライフ・痛み」（NHKラジオ第1 日本放送協会 / 2018年11月5日 - 9日）
- 「MOMENT」（8ミリ・監督：手塚眞 / 1981） - 挿入曲（ミュージカル・シーン、ラスト・シーン、エンド・クレジット）作曲・編曲
- 「THE NEXT WORLD」(16ミリ・監督：牛山真一 / 1982) - 音楽担当
- 久住昌之とモダンヒップ  -  ホーン・セクション編曲+キーボード担当（1986前後）
- 東京大学在学中、東京大学ジャズ・ジャンク・ワークショップ（編曲・ピアノ）に所属．立教大学スウィンギン・ハード、青山学院大学ロイヤル・サウンズ・ジャズ・オーケストラ、金子晴美などに編曲を提供
- Jazz Life Writers' Orchestra，即興音楽集団α-Helixなどを主宰
- 国際基督教大学高等学校オーケストラ部にオーケストラ用編曲を提供（2007）
- 東京慈恵会医科大学ジャズ研究会顧問教授